# アルベルト・サヴィニオ

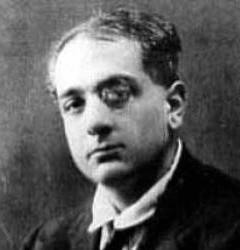
アルベルト・サヴィニオ

アルベルト・サヴィニオ（Alberto Savinio、1891年8月25日 - 1952年5月5日）はイタリアの作家、劇作家、作曲家。
本名は Andrea Francesco Alberto de Chirico（アンドレア·フランチェスコ·アルベルト·デ·キリコ）。
著名な画家であるジョルジョ・デ・キリコの弟であり、12歳でギリシャのアテネ音楽院を卒業、17歳でオペラ『カルメラ』を発表して好評を得る。
パリおよびイタリアのフェラーラでシュルレアリスム運動と関連づけられる小説・劇などを書き続ける。